# Svartabborrtjärnen (Töre socken, Norrbotten, 735464-182177)
Svartabborrtjärnen är en sjö i Kalix kommun i Norrbotten och ingår i Sangisälvens huvudavrinningsområde. Sjön har en area på 0,0613 kvadratkilometer och ligger 92 meter över havet. Sjön avvattnas av vattendraget Tomasmyrbäcken.

## Delavrinningsområde
Svartabborrtjärnen ingår i det delavrinningsområde (735333-182331) som SMHI kallar för Mynnar i Korpikån. Medelhöjden är 70 meter över havet och ytan är 8,73 kvadratkilometer. Det finns inga avrinningsområden uppströms utan avrinningsområdet är högsta punkten. Tomasmyrbäcken som avvattnar avrinningsområdet har biflödesordning 3, vilket innebär att vattnet flödar genom totalt 3 vattendrag innan det når havet efter 41 kilometer. Avrinningsområdet består mestadels av skog (89 procent). Avrinningsområdet har 0,06 kvadratkilometer vattenytor vilket ger det en sjöprocent på 0,7 procent.